# Markel Fernandez
Markel Fernandez Soto (Sopela, Espanha, 6 de fevereiro de 2003) é um atleta espanhol, que compete em atletismo, especializado em carreiras de velocidade. Ganhou uma medalha de ouro no Campeonato União Mediterránea sub 23, batendo o recorde do campeonato  e batendo o recorde de Comunidade Autónoma do País Basco absoluto. Actualmente, tem o recorde de Espanha sub 20 na prova de 4x400m, batido com a selecção de Espanha em Cali, Colômbia junto a Ángel González, Alberto Guijarro e Gerson Pozo. Também possui os recordes de categoria absoluta, sub 23 e sub 20 autonómicos do País Basco na prova de 400m ao ar livre. Participou no Campeonato Mundial de Atletismo Sub-20 de 2022, ocupando um posto de semifinalista em sua prova individual e finalista na prova de relevos 4x400 metros masculino. Desde 2021 compete internacionalmente fazendo parte da Selecção espanhola de atletismo.

## Melhores marcas pessoais
| Prova      | Marca        | Lugar         | Data                |
| ---------- | ------------ | ------------- | ------------------- |
| 200 metros | 20.77 (+0.7) | Bilbao (ESP)  | 29 de junho de 2025 |
| 400 metros | 46.19        | Torrent (ESP) | 17 de julho de 2022 |
| 800 metros | 1:53.01      | Durango (ESP) | 22 de maio de 2021  |

| Prova      | Marca   | Lugar               | Data                  |
| ---------- | ------- | ------------------- | --------------------- |
| 200 metros | 21.79   | San Sebastián (ESP) | 30 de janeiro de 2022 |
| 400 metros | 46.99   | Valencia (ESP)      | 22 de janeiro de 2023 |
| 800 metros | 1:55.73 | San Sebastián (ESP) | 16 de janeiro de 2021 |